# Fürstenberg-Weitra
Il Fürstenberg-Weitra fu una contea del Fürstenberg, con sede in Boemia, nell'attuale Repubblica Ceca. Il Fürstenberg-Weitra si originò dalla partizione del Fürstenberg-Stühlingen e fu successivamente separato dal Fürstenberg-Taikowitz nel 1759. Il Fürstenberg-Weitra venne infine ceduto all'Austria nel 1806.

## Storia
Il conte Federico IV di Fürstenberg-Heiligenberg (1563–1617) aveva acquisito il possedimento di Weitra per matrimonio nel 1607. Suo nipote Ermanno Egon venne elevato al rango di principe sovrano dall'imperatore Leopoldo I del Sacro Romano Impero nel 1664. Dopo che la linea dei Fürstenberg-Heiligenberg si estinse con la morte del figlio del principe Ermanno Egon, Antonio Egon (1656–1716), si originò la linea dei Fürstenberg-Weitra quando nel 1744 il suo erede, il principe Giuseppe Guglielmo Ernesto di Fürstenberg-Stühlingen unì tutti i territori dei Fürstenberg in Svevia sotto il proprio domino e concesse il dominio di Weitra al suo fratello minore, il langravio Luigi Augusto Egon. 

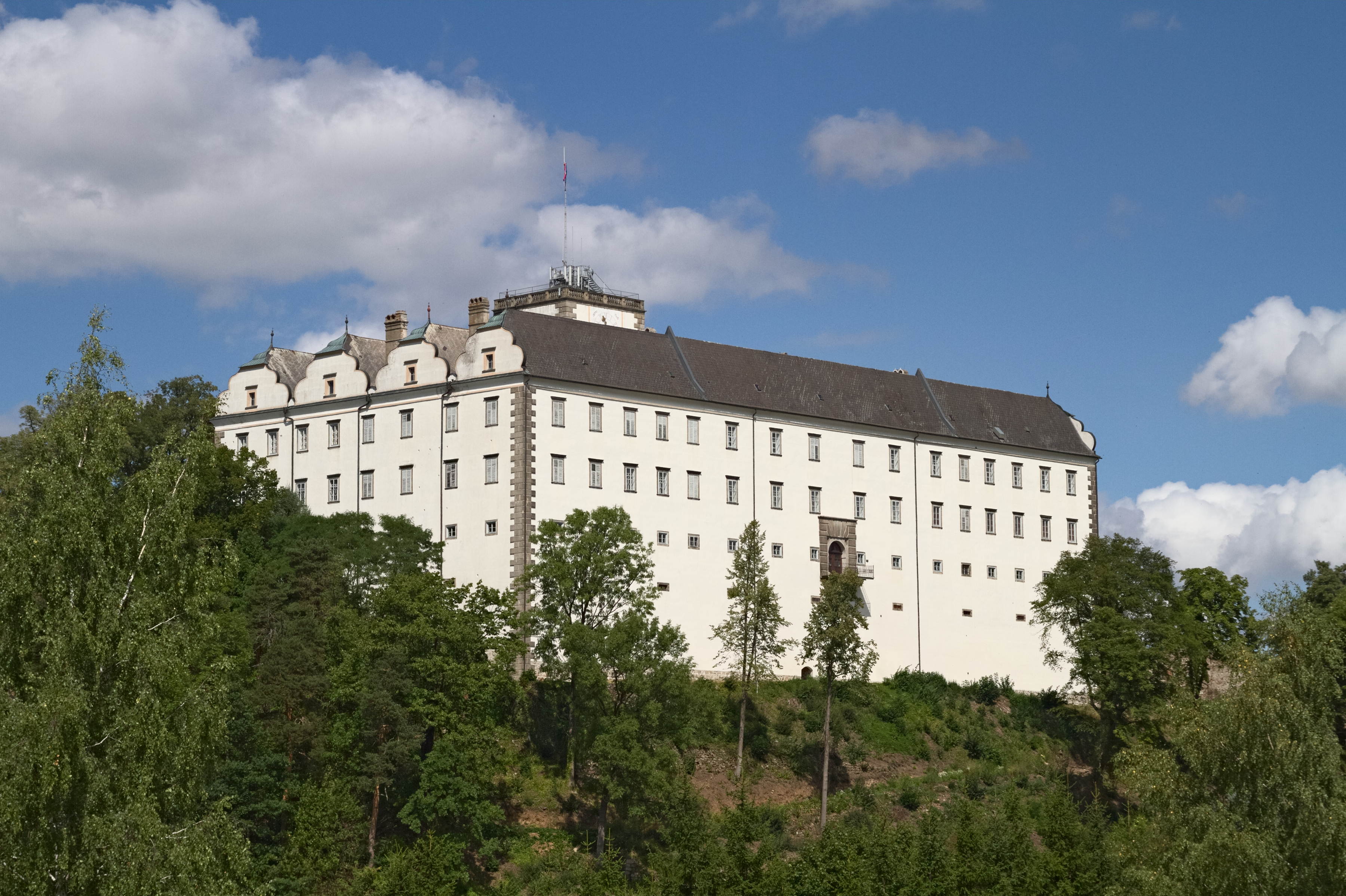
Il castello di Weitra

Alla morte di Luigi nel 1759, il langraviato di Fürstenberg-Weitra venne diviso tra suo figlio Gioacchino Egon e suo fratello Federico Giuseppe Massimiliano Augusto di Fürstenberg-Taikowitz.

## Conti di Fürstenberg-Weitra (1709 - 1806)
- Luigi Augusto Egon Postumo (1709 - 1759)
- Gioacchino Egon (1759 - 1806)